# 1998 SM123
1998 SM123 är en asteroid i huvudbältet som upptäcktes den 26 september 1998 av LINEAR i Socorro County, New Mexico.
Asteroiden har en diameter på ungefär 9 kilometer.